# Micronecta liewi
Micronecta liewi  (лат.) — вид мелких водяных клопов рода Micronecta из семейства Гребляки (Corixidae, Micronectinae, или Micronectidae). Юго-Восточная Азия: Малайзия (Борнео, Сабах).

## Описание
Мелкие водяные клопы, длина от 1,7 до 1,8 мм. Желтовато-коричневые, верхняя часть головы жёлтая, ноги светло-жёлтые, брюшко серо-коричневое. Пронотум хорошо развит, дозально выпуклый с отчётливо прямыми боковыми краями. Усики 3-члениковые. Тело удлинённое, немного уплощённое, голова широкая. Фасеточные глаза большие, простые глазки отсутствуют. Щиток свободный. У самцов правосторонняя асимметрия брюшка; на VI тергите развит маленький стригилл; коготки простые, вытянутые. Обнаружены в речном потоке под водопадом.

## Систематика
Вид был впервые описан в 2015 году и включён в номинативный подрод Micronecta и назван в честь Т. С. Лью (Dr. Thor Seng Liew; NBC Naturalis and Sabah University, Малайзия) за его вклад в изучение биоразнообразия Сабаха. 
Сходен с Micronecta melanopardala (Филиппины). Один из 8 обитающих на Борнео видов рода Micronecta.